# Passo della Limina
Il passo della Limina (822 m s.l.m.) è un valico dell'Appennino meridionale (appennino calabro), in Calabria (provincia di Reggio Calabria), posto sulla linea di confine tra i comuni di Cinquefrondi e Mammola, che rappresenta il confine naturale dell'Aspromonte a sud con la catena delle Serre calabre a nord, facendo inoltre da confine tra il versante jonico e quello tirrenico (a sud del passo sorge l'omonimo monte a quota 888). Il toponimo "Limina" potrebbe derivare dal latino, "Limen" (confine) o dal greco "λίμνη" (pantano, stagno), infatti dove oggi passa lo svincolo che congiunge la SS682 al passo c'era una volta un laghetto naturale che venne rimosso durante i lavori di costruzione della strada.

## Caratteristiche

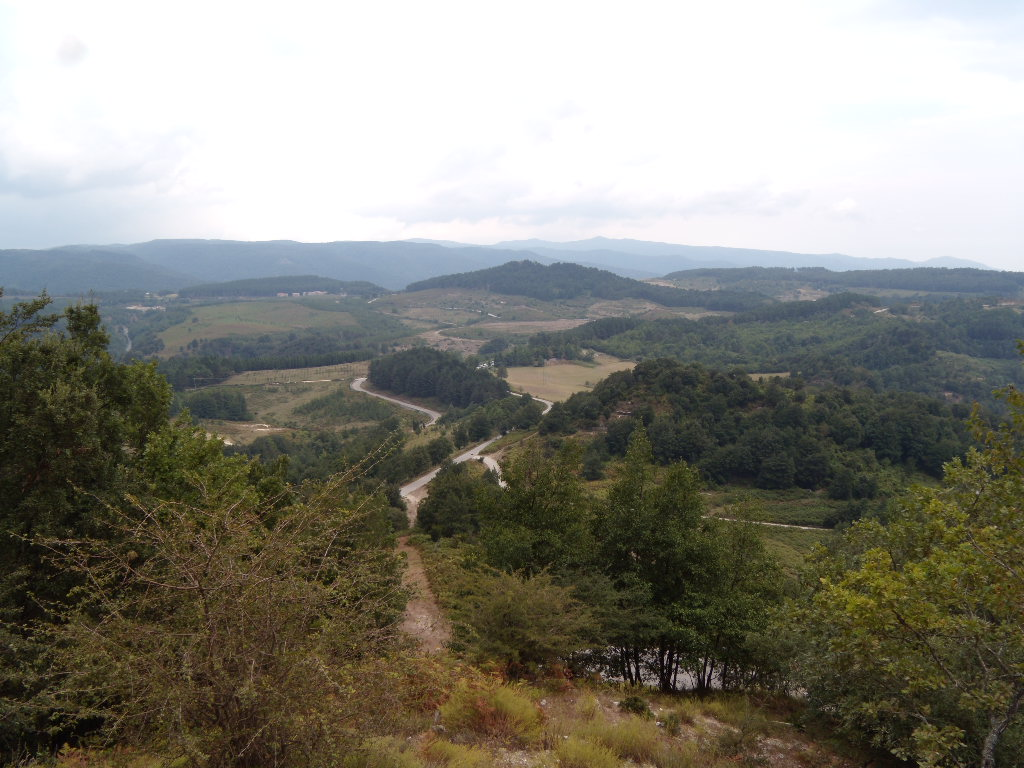
Piani della Limina

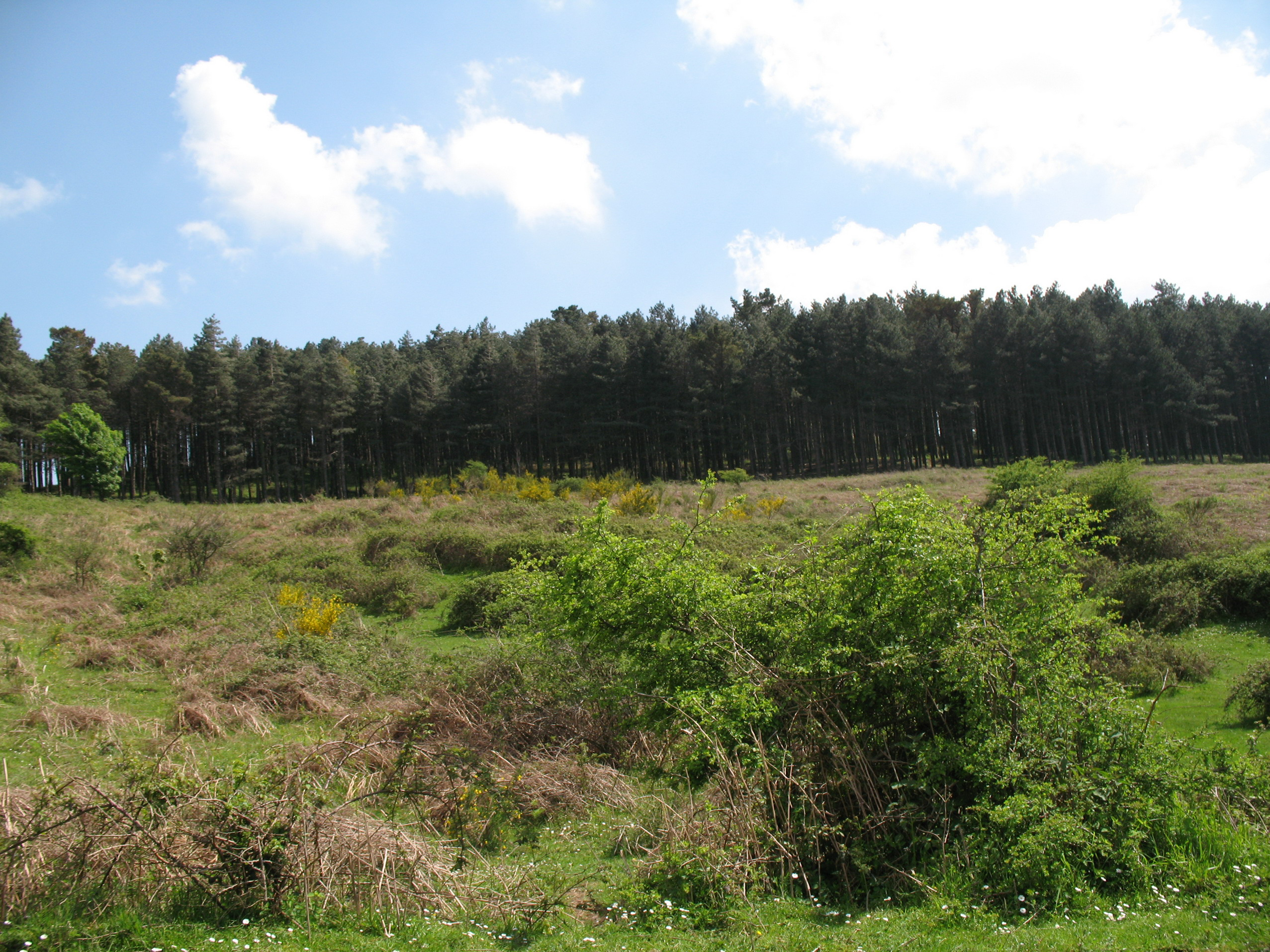
Boschi della Limina

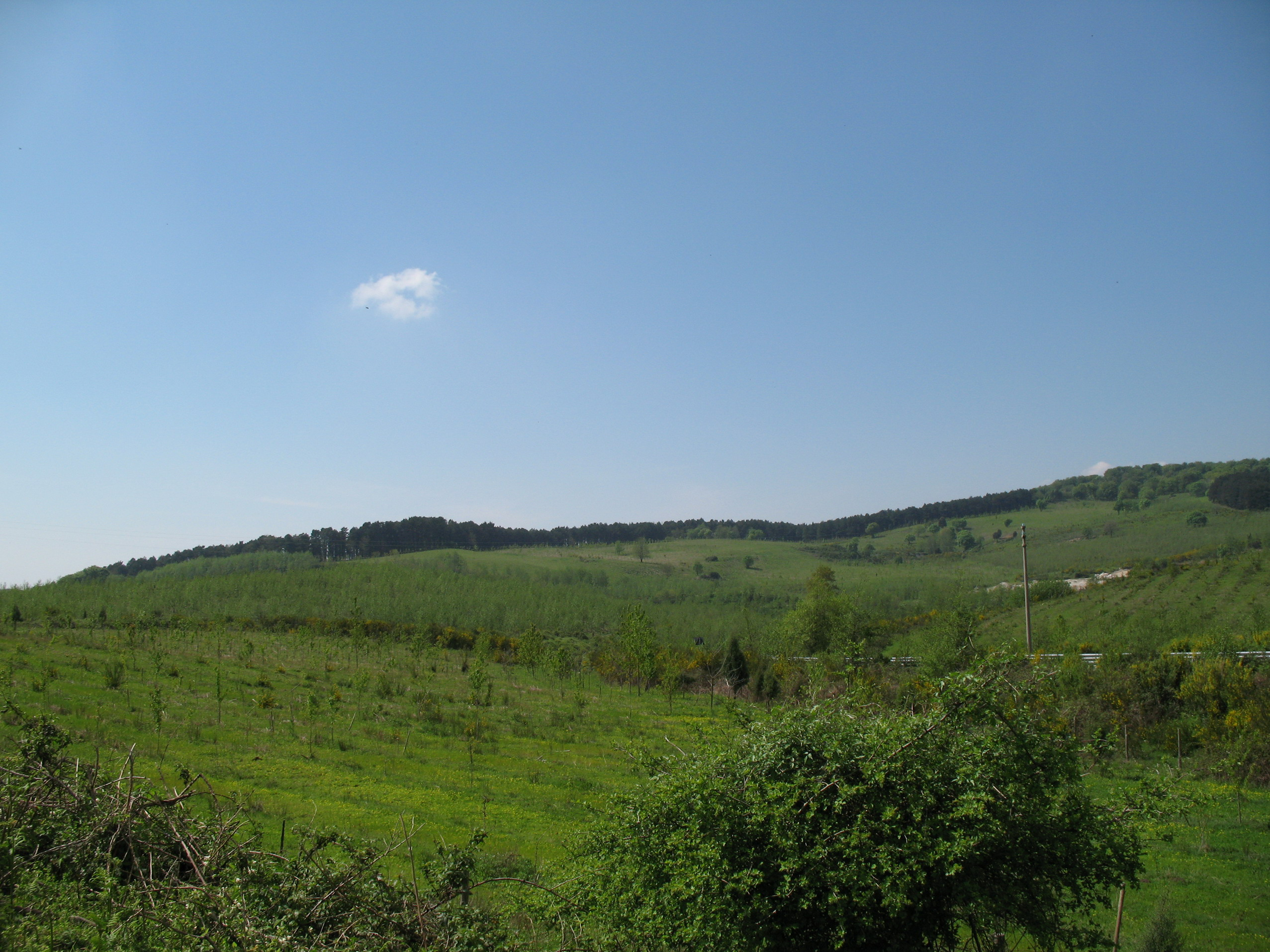
Paesaggio

Il passo della Limina è uno dei passi storici più importanti della Calabria, antico crocevia di scambi commerciali, culturali che favoriva l'aggregazione con pellegrini, carbonai, boscaioli, mulettieri, pastori, contadini ecc., tra la costa ionica e la costa tirrenica, le popolazioni che facevano riferimento al passo della Limina erano quelli di Mammola, Grotteria, Gioiosa Jonica, Siderno, Cinquefrondi, Polistena, San Giorgio Morgeto e Giffone.
Ancora oggi il passo della Limina permette un veloce e sicuro collegamento tra Jonio e Tirreno con l'Aspromonte (parco nazionale) e le Serre calabresi. Già dal periodo della Magna Grecia era punto di riferimento degli antichi Locresi, attraverso il Sentiero dei Greci si raggiungevano le colonie di Medma (odierna Rosarno) e Hipponion (odierna Vibo Valentia), percorrendo l'antico "Fiume Sagra" oggi Torbido, attraverso il passo Sella (Seja), passando per il Monte Kellerano arrivavano al passo della Limina. Da qui, scendendo il sentiero del Fiume Sciarapotamo, in direzione del mare Tirreno, raggiungevano le antiche colonie di Medma e Hipponion.
Ancora oggi, nelle vicinanze del passo della Limina si trovano il villaggio Limina con la sua chiesetta di Maria SS. dell'Assunta (la festa si svolge il 15 agosto) e l'antico sentiero dei Greci dove a piedi si raggiunge il santuario di San Nicodemo (la festa si svolge la domenica successiva al 12 maggio). Gli altopiani della Limina sono punti di riferimento di migliaia di fedeli, turisti, appassionati dell'escursionismo e della montagna che giungono da ogni parte durante tutto l'anno. 
Il passo della Limina per la sua posizione centrale, rappresenta uno snodo territoriale importante dove s'incrociano strade che collegano zone diverse: strada statale Jonio-Tirreno (Gioiosa-Rosarno) SS 682, SP 5 (ex S.S. 281) (Marina di Gioiosa Jonica-Rosarno), SP42 - SP45 (Giffone- bivio per le Serre (Fabrizia - Mongiana - Serra San Bruno) - Diga Metramo-Galatro), SP 35dir (San Giorgio Morgeto-Stalletti-Marcinà), Strada San Nicodemo e la strada di Cresta che, è l'unica via di collegamento tra il Parco nazionale dell'Aspromonte e le Serre.
Nelle vicinanze da ammirare il paesaggio dei Piani della Limina, la zona, molto suggestiva paesaggisticamente, alterna prati a boschi di faggi, pini e di abeti, dal monte Limina (888 m), permette dalla sue alture di godere, nelle giornate più nitide, di un panorama che comprende la piana di Gioia Tauro, la Sicilia con la vetta dell'Etna e le isole Eolie.
Il passo della Limina è punto di riferimento degli itinerari nazionali del Club Alpino Italiano con il sentiero Italia che collega la Sicilia con le Alpi; il passo è punto d'arrivo della tappa nº 54 (Zomaro-Passo della Limina) e di partenza della tappa nº 55 (passo della Limina-Mongiana), inoltre incrocia il sentiero dei Greci, la strada che veniva anticamente utilizzata dai Locresi della Magna Grecia per raggiungere il mare Tirreno.
Il passo della Limina è anche punto di riferimento del Sentiero del Brigante, con le tappe nº 4 (Passo del Mercante al Passo della Limina) e la nº 5 (Passo della Limina a Croce Ferrata). Il sentiero del Brigante collega Gambarie di S. Stefano in Aspromonte a Serra San Bruno o Stilo.  L'itinerario per escursionisti di lunga percorrenza, individuato e realizzato dal G.E.A. - Gruppo Escursionisti d'Aspromonte nel 1989.
Il passo della Limina e il villaggio Limina sono anche punti referenti della Ciclovia dei Parchi della Calabria, da Laino Borgo a Reggio Calabria. 
Il passo della Limina è ricordato, nel giro ciclistico originario della provincia di Reggio Calabria, il più impegnativo e decisivo nel gran premio della montagna. Porta il nome "Limina" lo svincolo e la galleria centrale della strada statale 682 Jonio-Tirreno, lunga 3,2 km.

## Accessibilità
- Dall'Autostrada SA-RC uscire allo svincolo per Rosarno quindi prendere la S.G.C. SS 682 Jonio-Tirreno e uscire allo svincolo Limina;
- Dalla fascia Jonica Reggina SS. 106 - E 90, imboccare la S.G.C. SS 682 Jonio-Tirreno e uscire allo svincolo Limina;
- Dalla SP5 (ex SS 281 del Passo della Limina) Marina di Gioiosa Jonica - Rosarno.

## Galleria d'immagini

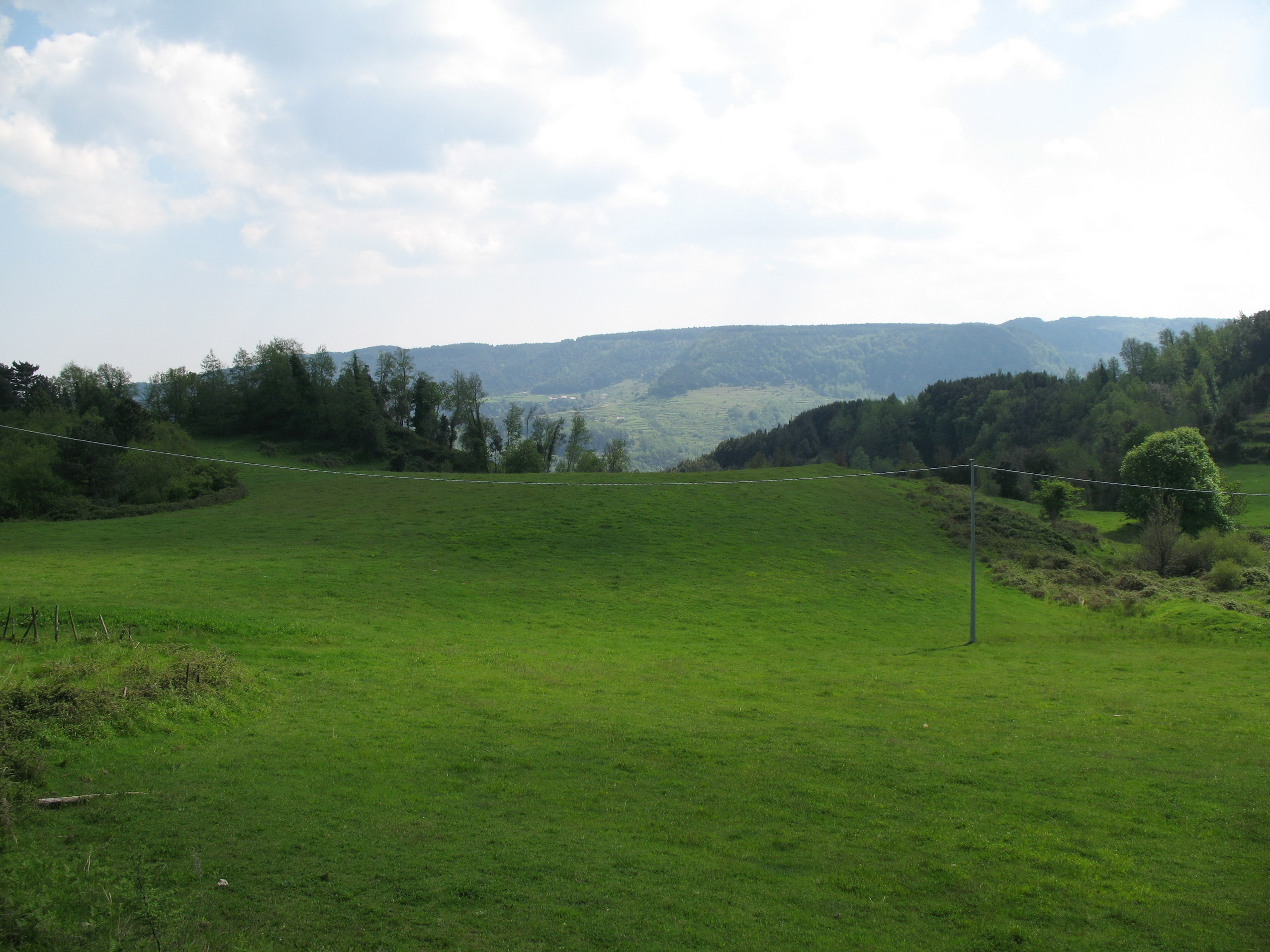
Paesaggio
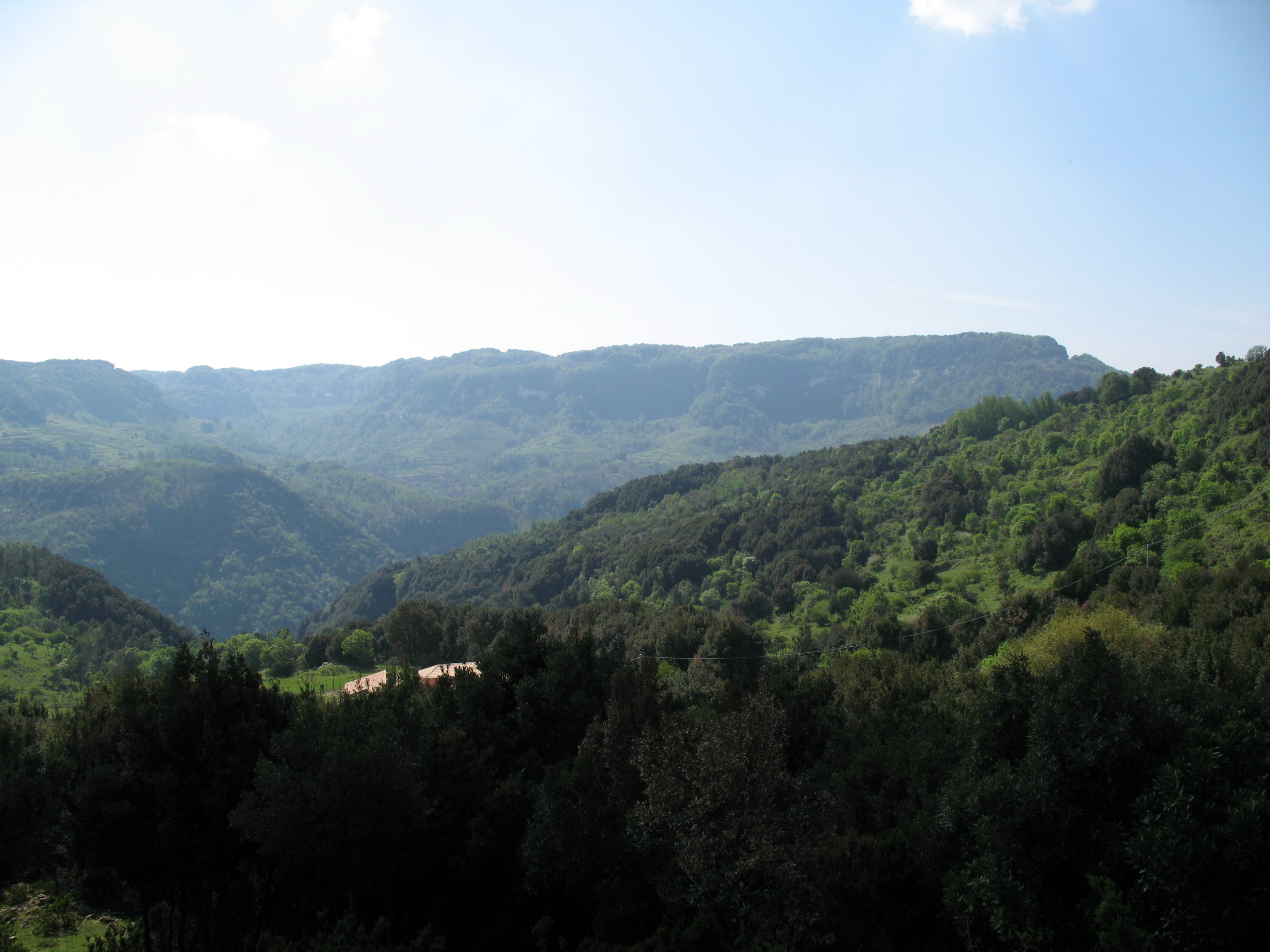
Veduta